# Lerhol

Lerhol är en by  i Brunskogs socken, väster om Edane, Arvika kommun, Värmlands län. Lerhol sträcker sig från Furtan i väster, Fåen i norr, Gryttom i söder och Edane i öster.
I Lerhol ligger det en stor samlingslokal kallad Thorsborg som hyrs ut till fester och dylikt. Bussförbindelse finns med Edane och Arvika.